# Настольный теннис
Настольный теннис — олимпийский вид спорта, спортивная игра с мячом, в которой используют специальные ракетки и игровой стол, разграниченный сеткой пополам. Игра может проходить между двумя соперниками или двумя парами соперников. Задачей игроков является удерживать мяч в игре при помощи ракеток — каждый игрок после одного отскока мяча на своей половине стола должен отправить мяч на половину стола соперника. Очко начисляется игроку или паре игроков, когда соперник не может вернуть мяч в соответствии с правилами. Каждая партия продолжается до 11 очков (с перевесом не менее двух очков), матч состоит из нечётного количества партий и играется на большинство побед в партиях.
История игры начинается с конца XIX века, в 1926 году была образована Международная федерация настольного тенниса, с 1988 года настольный теннис стал олимпийским видом спорта. В XX веке игра заметно эволюционировала в связи с изменением технологий производства мячей и ракеток и совершенствованием технического мастерства спортсменов. На 2017 год настольный теннис входил в число самых популярных видов спорта на планете и имел более 850 миллионов поклонников, а в Международной федерации настольного тенниса состояло 226 стран. Как рекреационный вид спорта, настольный теннис занимает в мире первое место по массовости по сравнению с другими видами спорта.
Главные международные турниры — Чемпионат мира и Олимпийские игры.
Название пинг-понг употребляется в части азиатских языков. В русском языке иногда используется как разговорный синоним настольного тенниса, что, по мнению некоторых спортивных специалистов, является ошибкой, так как «пинг-понг» — это официальное название одной из разновидностей настольного тенниса.

## Описание
Игра происходит на специальном теннисном столе. Посередине стола находится сетка. При игре используются ракетки, состоящие из деревянного основания, покрытого с двух сторон резиновыми накладками разного цвета, обычно ярко-красного и чёрного цветов. Мяч для настольного тенниса изготавливается из целлулоида или пластика, диаметр мяча чуть более 4 см, масса 2,7 г. Мяч должен быть белого или оранжевого цвета.
Игра проходит между двумя игроками либо между двумя парами игроков. Игроки или пары стоят за столом напротив друг друга. С подачи открывается розыгрыш очка, и мяч должен быть отбит на игровую половину противника таким образом, чтобы сделать невозможным ответный удар.
Каждый розыгрыш мяча заканчивается присвоением одного очка одному или другому игроку (команде). По современным международным правилам, установленным в 2001 году, каждая партия продолжается до 11 очков с перевесом не менее двух очков. Матч состоит из нечётного количества партий (обычно пяти или семи), матч играют на большинство побед в партиях. 

## История игры

### Название

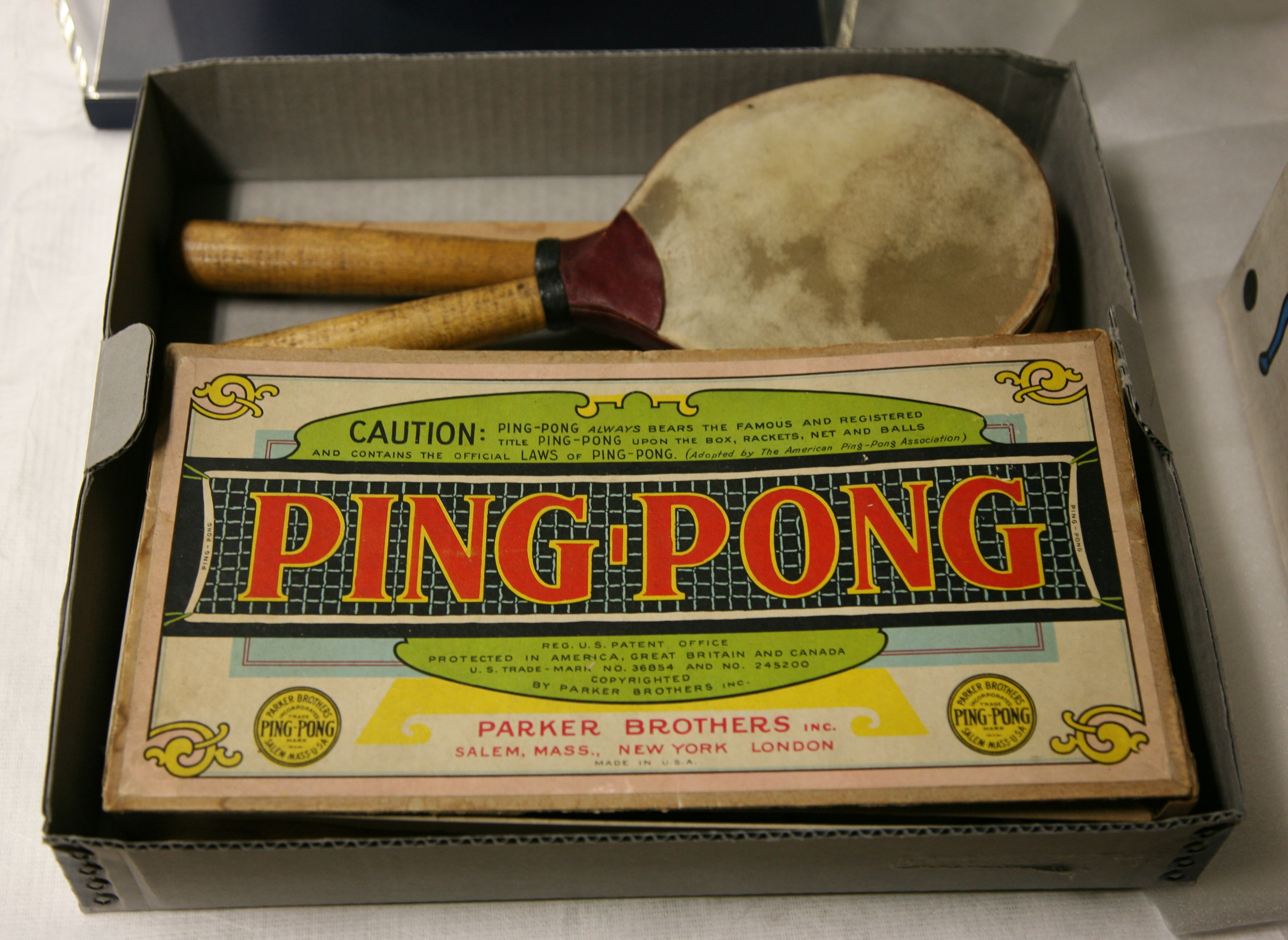
Набор для игры «Пинг-Понг» братьев Паркер

Впервые название «Пинг-Понг» стало встречаться начиная с 1891 года, а до этого в ходу были аналогичные по интонациям названия: «Флим-Флам», «Виф-Ваф», а также «Госсима». В 1891 году компанией Jaques of London был разработан и запущен в производство комплект для игры в «Пинг-Понг». Название получилось из сочетания двух звуков: «пинг» — звук, издаваемый мячом, когда он ударяется о ракетку, и «понг» — когда мяч отскакивает от стола. В дальнейшем название было продано братьям Паркер.
После того, как в 1901 году название «ping-pong» было зарегистрировано как торговая марка компании «Jaques of London», другие производители стали называть своё оборудование настольным теннисом. Слово «пинг-понг» остаётся разговорным синонимом.
С 2011 года развивается разновидность настольного тенниса под официальным названием «пинг-понг», где все игроки используют одинаковые ракетки без резинового покрытия либо с наждачным покрытием, как это было в начале XX века.

### Эволюция игры

#### В XIX веке

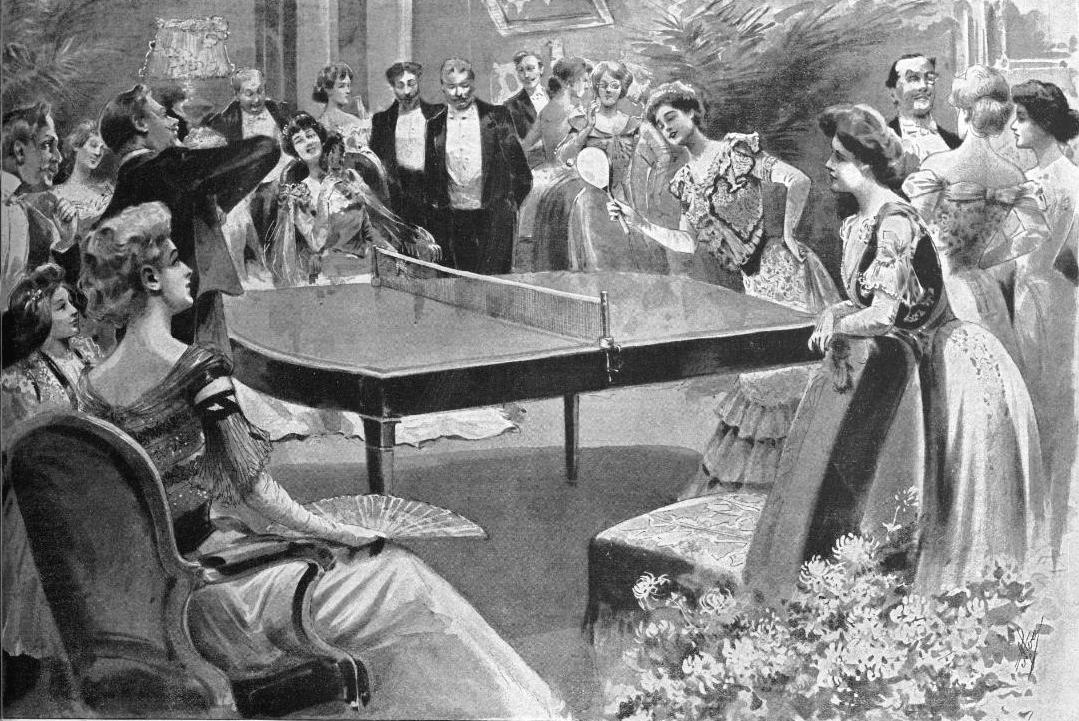
Игра в настольный теннис в помещении, иллюстрация 1901 года

По утверждениям специалистов, настольный теннис обязан своим рождением дождливой английской погоде, которая заставляла переносить матчи большого тенниса в помещения. Сначала игра проходила на полу, затем для неё стали сдвигать столы. Через некоторое время во второй половине XIX века компанией Jaques of London было разработано оборудование для этого домашнего развлечения, получившего название «Госсима». В короткие сроки «Госсима» завоевала популярность в салонах Англии и в некоторых европейских странах.
Первый прообраз правил настольного тенниса был опубликован в 1884 году Ф. Айерсом (F. Ayers) в Лондоне под названием «Miniature Indoor Lawn Tennis Game». Во многих источниках годом публикации этих правил ошибочно указан 1834 год, то есть на 40 лет ранее публикации первых правил большого тенниса в 1874 году. В 1891 году Ч. Бакстер и Дж. Джакес запатентовали название и правила игры «Пинг-понг», и с этого момента настольный теннис начал развиваться под названием «пинг-понг» в том направлении, как мы знаем его сейчас.
На конец XIX века инвентарь для игры не был никак стандартизирован, применяли ракетки с длинными ручками, с натянутыми струнами или обтянутые кожей. Мячи изготовляли из различных материалов, таких как пробка и каучук, иногда их обшивали тканью. В 1891 году Джеймс Гибб привез из Америки в Англию полые цветные шарики из целлулоида для детской игры и решил их использовать для игры в пинг-понг. С этого момента целлулоидные мячи вытеснили мячи из других материалов, что в свою очередь привело к изменениям в ракетках. Поскольку мяч стал легче, ракетки стали делать из фанеры, с укороченной ручкой, игровые поверхности начали оклеивать такими материалами, как пробка, пергамент, велюр.

#### В XX веке

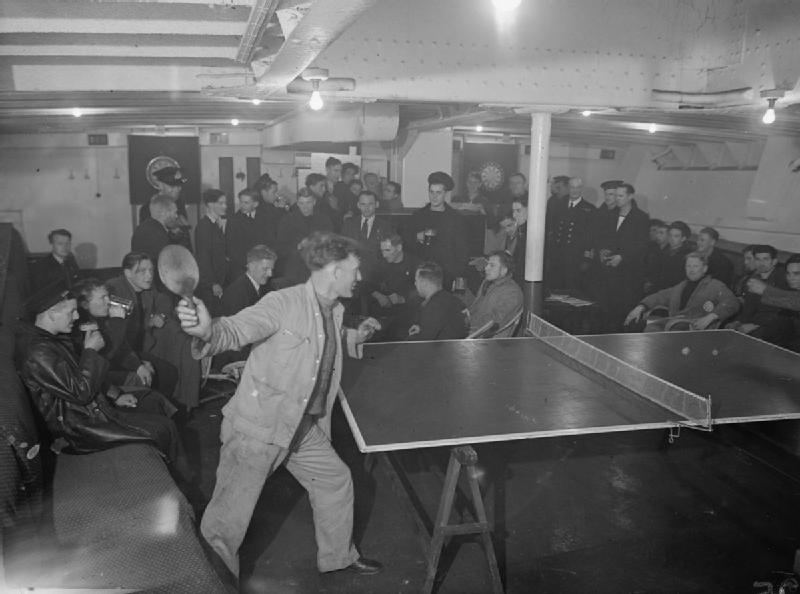
Вторая мировая война, английские моряки играют в настольный теннис на борту корабля

В XIX веке и в самом начале XX века для игры использовали ракетки с игровой плоскостью из гладкого дерева, то есть без покрытия, или с покрытием, изготовленным из пробки, пергамента, велюра или других подобных материалов. С такими ракетками невозможно было проводить значительную часть ударов, известных в современном настольном теннисе, и вести динамичную игру. В 1902 году Ч. Гуд впервые использовал ракетку со слоем пористого каучука. В первой половине двадцатых годов использование пористого каучука было так широко распространено, что все другие виды ракеток полностью вышли из употребления. Стало возможным сообщать мячу вращение различными способами. Использование ракеток с пористым каучуком позволяло лучше контролировать мяч, и техника настольного тенниса изменилась. Этот период длился до начала 1950-х годов.
В 1901 году в Индии прошёл официальный турнир по настольному теннису, специалисты считают его первым международным соревнованием.
В 1926 году на встрече представителей Австрии, Англии, Венгрии, Германии, Дании, Индии, Чехословакии, Швеции и Уэльса была учреждена Международная федерация настольного тенниса, и в этом же году прошёл первый чемпионат мира по настольному теннису.
В 1936 году впервые было введено ограничение на длительность матча. Поскольку тогда превалировал защитный стиль игры, матчи очень сильно затягивались по времени, поэтому на матч из трёх партий стали отводить 1 час, а на матч из пяти партий — 1 час 45 минут. В 1937 году снизили высоту сетки с 17 см до 15,25 см, а также ввели правило подачи только с открытой ладони.
С 1940 по 1946 год чемпионаты мира по настольному теннису не проводили в связи со Второй мировой войной.
В начале 1950-х годов было изобретено губчатое покрытие ракеток. В Европе оно было впервые применено в Австрии спортсменом Фритчем в 1951 году, однако это был единичный случай, не приведший к изменениям в игре. В 1952 году ракетку с губчатым покрытием на чемпионате мира в Бомбее применил японский спортсмен Хиродзи Сато, ставший чемпионом. Японская сборная тогда впервые принимала участие в чемпионате мира и благодаря своей стремительной атакующей тактике завоевала множество медалей, среди которых была и золотая медаль в индивидуальных соревнованиях. С этой даты ракетки с губчатой резиной начали распространяться по Европе, которая стала всемирным центром настольного тенниса. Однако новое покрытие ракетки не сделало настольный теннис более привлекательным видом спорта. Удар мяча о толстый слой губчатой резины придавал ему большую скорость, и отразить такой удар было очень сложно. Таким образом, игра практически свелась к подрезкам и завершающему удару. Главным в состязании стала сила, а игровая техника отошла на второй план, что привело к падению популярности настольного тенниса. В 1959 году использование ракеток с губчатой резиной было запрещено.
В 1957 году был создан Европейский союз настольного тенниса (ETTU), и Международная федерация приняла решение о проведении мировых чемпионатов только по нечётным годам, а континентальных форумов — по чётным.
В 1959 году опять ужесточили временные рамки — одну партию ограничили 20 минутами. В том же году ITTF приняла решение об унификации ракеток, ужесточив свои требования к ним, и разрешила использовать накладки типа «сэндвич» из двухслойной резины — в них губку стали использовать как подложку для пупырчатой резины. В результате этих изменений игра осталась быстрой, но появилась возможность придавать мячу больше разнообразных вращений. По оценкам специалистов, это стало началом новой эры настольного тенниса, так как используемые в игре новые материалы привели к появлению абсолютно новой техники быстрой игры с неизвестными ранее атакующими ударами, сопровождаемыми сильным вращением. Так, появился удар под названием «топ-спин», позволяющий посылать мячи с большой скоростью со сверхбыстрым вращением и по высокой траектории без риска задеть сетку. Комбинация губки и резины полностью изменила манеру игры и концепцию настольного тенниса. Одновременно это повлияло и на развитие техники удара. Игровые материалы (ракетка, мяч) продолжают изменяться и сегодня, и это неминуемо влияет на направление развития техники ударов и самой игры.
В 1971 году во время подготовки к визиту президента США Никсона в КНР американские дипломаты секретно посещали Китай с командами по настольному теннису. Этот эпизод вошёл в историю как «Пинг-понговая дипломатия» — обмен игроков в настольный теннис между Китаем и США.
В 1988 году настольный теннис был включён в программу летних Олимпийских игр в Сеуле, Южная Корея.

#### В XXI веке

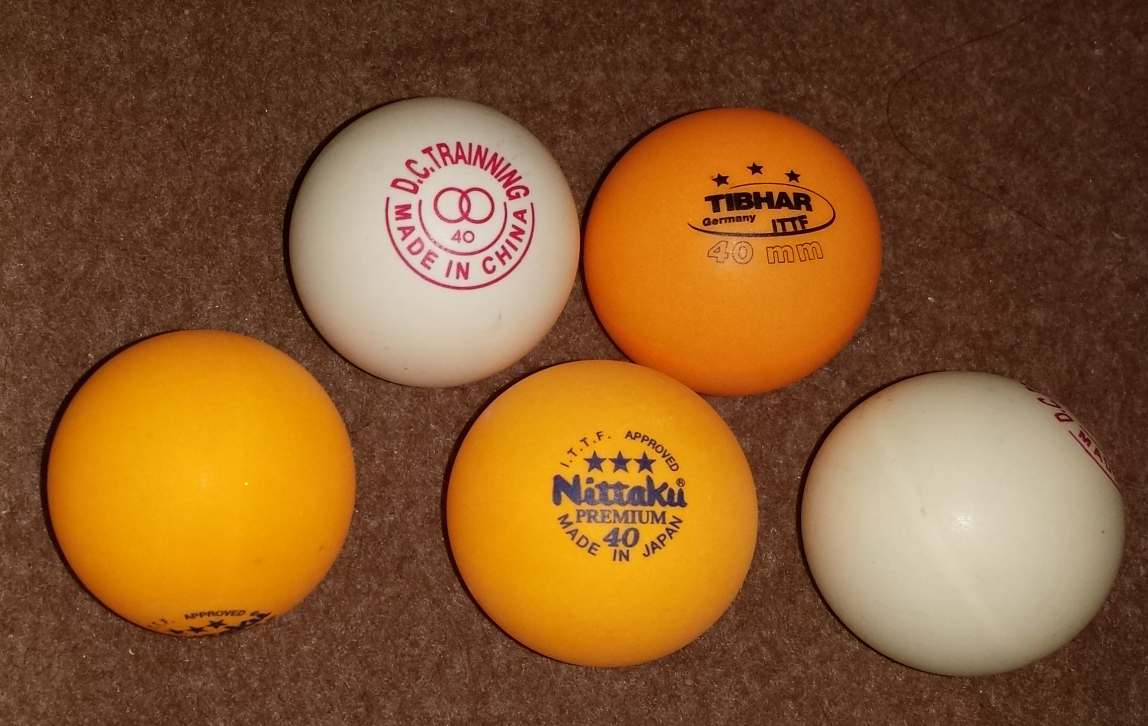
40-мм мячи для настольного тенниса

В начале XXI века впервые за длительное время произошёл ряд существенных изменений в правилах. До 2000 года играли мячом диаметром 38 мм, но после Олимпийских игр 2000 года в Сиднее в употребление были введены мячи диаметром 40 мм. Причин увеличения размера несколько. Прежде всего, мяч большего размера лучше различим во время телевизионных трансляций. Кроме того, мяч большего размера имеет меньшую скорость из-за большего сопротивления воздуха, и это упрощает судейство и способствует большей зрелищности игры.
В 2001 году число очков, которое требуется набрать для победы в партии, изменили с 21 на 11 (партия до 11 очков и ранее практиковалась под названием «короткая» среди любителей тенниса), а смена стороны подачи стала происходить не после пяти розыгрышей, а после двух. Также в связи с этим на крупнейших мировых соревнованиях было увеличено количество партий в матче с пяти до семи. Впервые по этим новым правилам был проведён чемпионат мира 2001 года в Осаке. Более короткие партии повысили общую интенсивность игры и сделали матчи более зрелищными.
В 2014 году Международная федерация настольного тенниса (ITTF) сообщила о принятии нового мяча, сделанного из пластмассы вместо целлулоида. Новый мяч маркирован обозначением «40+», его диаметр немного больше 40 мм. Пластиковый мяч стал обязательным для официальных мировых соревнований с 1 июля 2014 года. Причин для перехода на новый материал было несколько — сокращение производства целлулоида в мире, сложности с транспортировкой целлулоидных мячей, другие вопросы безопасности. Введение пластикового мяча вызвало ряд протестов у спортсменов-любителей из-за хрупкости первоначальных образцов нового мяча и высокой стоимости. Специалисты также дают неоднозначную оценку этому изменению.
В 2021 году Международная федерация настольного тенниса (ITTF) разрешила использовать накладки на ракетки других цветов, помимо красного (накладка чёрного цвета остаётся неизменной и должна быть обязательно).

### Хронология настольного тенниса
Хронология игры настольный теннис составлена на основе книги профессора Барчуковой Г. В. «Теория и методика настольного тенниса: учебник для студ. высш. учеб. заведений».

#### Основные даты мирового настольного тенниса
- 1880-е годы — настольный теннис адаптируется к игре на столе, разрабатываются инвентарь и правила;
- 1891 год — англичане Ч. Бакстер (Ch. Baxter) совместно с Дж. Джаке (J. Jaques) записали правила игры и запатентовали новую игру «Пинг-понг» и её инвентарь;
- 1891 год — мяч из целлулоида привезён из Америки в Англию;
- 1900 год — целлулоидный мяч вытеснил пробковые и резиновые (каучуковые), игра распространяется в Англии и других странах;
- 1902 год — появляется резиновая пупырчатая накладка, издаются первые книги о настольном теннисе;
- 1900 год — 1904 год — игра активно развивается в Англии, а затем и в других странах — Венгрии, США, Германии и др.;
- 1905 год — 1920 год — монополия фирмы «Jaques & Parker» на инвентарь, Первая мировая война — снижение популярности настольного тенниса;
- 1921 год — первая национальная федерация настольного тенниса создана в Англии, возвращение настольного тенниса в Европу под современным названием;
- 1922 год — стандартизация правил игры;
- 1926 год — создана Международная федерация настольного тенниса (ITTF), проходит первый конгресс ITTF, утверждены правила игры до 21 очка в сете;
- 1926 год — первый Чемпионат мира по настольному теннису в Лондоне;
- 1936 год — время партии ограничивается 1 часом для двух побед (встреча из трёх партий) и 1 часом 45 минут для трёх побед (встреча из пяти партий);
- 1937 год — изменяются ограничения по времени; высота сетки снижается до 15,25 см; вводятся правила подачи;
- 1951 год — представители азиатских стран (Япония, Корея, Китай) показывают лучшие результаты на чемпионате мира;
- 1952 год — появляется губчатая накладка, японский спортсмен Хиродзи Сато впервые применяет ракетку с губчатым покрытием и становится чемпионом мира;
- 1957 год — создание Европейского союза настольного тенниса (ETTU);
- 1958 год — проходит первый Чемпионат Европы по настольному теннису в Будапеште;
- 1959 год — официально разрешено использовать накладки «сэндвич»;
- 1961 год — появление нового удара «топ-спин», его демонстрируют на чемпионате мира японские теннисисты;
- 1973 год — введена квалификация международного арбитра (судьи); проходит первый чемпионат настольного тенниса среди студентов университетов;
- 1988 год — на Олимпийских играх в Сеуле настольный теннис становится олимпийским видом спорта;
- 2000 год — изменение параметров мяча (новый мяч диаметром 40 мм и весом 2,7 г);
- 2001 год — изменение правил: счёт в партиях до 11 очков, матчи проводятся на большинство из трёх, пяти, семи или девяти партий;
- 2002 год — изменение правила подачи: запрещено закрывать подброс мяча частями туловища;
- 2014 год — изменение параметров мяча, новый материал — пластмасса вместо целлулоида, диаметр 40+ мм;
- 2015 год — утверждён Всемирный день настольного тенниса — 6 апреля[33];
- 2020 год — на Олимпийских играх в Токио впервые разыгрываются медали в смешанном парном разряде[34];
- 2021 год — на официальных соревнованиях разрешено использовать накладки дополнительных цветов[31];
- 2023 год — Всемирный день настольного тенниса перенесли на 23 апреля, в честь родившегося в этот день Айвора Монтегю, одного из основателей ITTF[35].

### Современное состояние

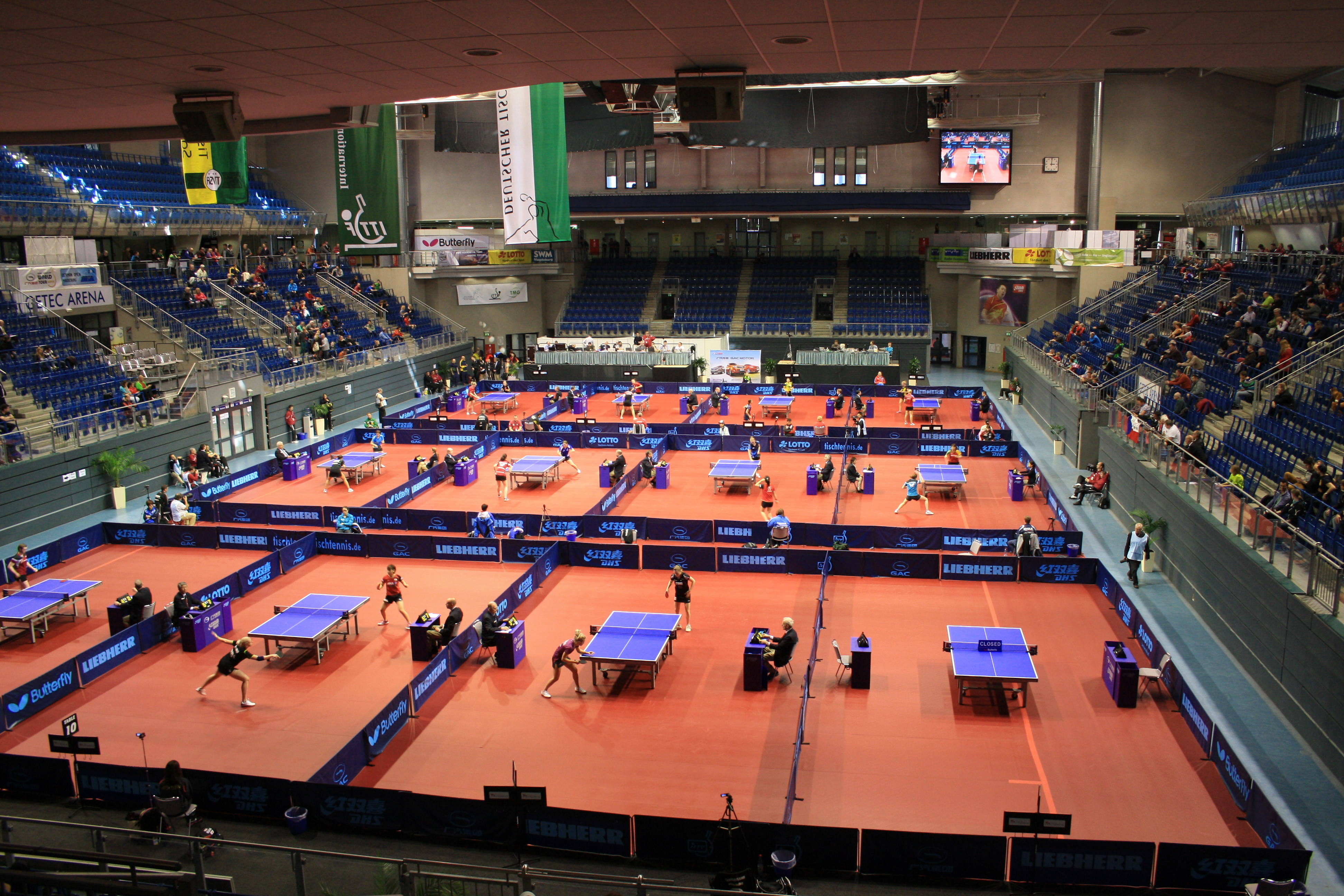
Турнир по настольному теннису в Германии, 2014 год

Уличная парная игра

Настольным теннисом сегодня профессионально занимаются на всех обитаемых континентах. В Международную федерацию настольного тенниса (ITTF) входит 226 стран (данные 2018 года). Особой популярностью настольный теннис пользуется в Азии, где проживает около 4 млрд человек. Настольный теннис популярен и в Европе — по данным 2017 года в Европейский союз настольного тенниса (ETTU) входят 58 стран-участниц .
Чемпионаты мира по настольному теннису превратились в огромные форумы, где одновременно выступают более 170 команд мужчин и женщин. Чемпионаты мира ветеранов настольного тенниса, которые проходят раз в два года, собирают более 3000 спортсменов и проводятся одновременно на сотнях теннисных столов, установленных под одной крышей. По некоторым оценкам, настольный теннис входит в 10 самых популярных в мире видов спорта и привлекает суммарно около 850 млн игроков и болельщиков по всей планете. По массовости, согласно сайту Международного олимпийского комитета, настольный теннис занимает первое место в мире среди других видов спорта.
Начиная с 1970-х годов, в женском настольном теннисе безоговорочно доминируют китайские спортсменки. Так, с 1975 года женская сборная Китая всего два раза проигрывала чемпионат мира в командном зачёте (в 1991 году — объединённой сборной Кореи, в 2010 году — сборной Сингапура). В современном мужском настольном теннисе также доминируют китайские теннисисты. Начиная с 2001 года, китайская команда завоевывала золото на всех чемпионатах мира, а в одиночном разряде последний случай, когда золотая медаль не досталась китайскому спортсмену, имел место в 2003 году, когда чемпионом мира стал австриец Вернер Шлагер. Всего за 20 лет с 1997 года из 70 разыгранных золотых медалей (в командном и одиночном разрядах) лишь пять достались не китайцам — в мужском одиночном разряде в 1997 году победил швед Ян-Уве Вальднер, в 2003 году — австриец Вернер Шлагер, в мужском парном разряде в 2013 году победила пара из Тайваня, мужская команда Швеции выигрывала «золото» чемпионата мира в 2000 году, женская команда Сингапура выигрывала «золото» чемпионата мира в 2010 году. Подробнее — см. статистику Чемпионатов мира.
На Олимпийских играх с 1988 по 2016 год из 32 разыгранных золотых медалей китайцы выиграли 28, ещё три выиграли представители Южной Кореи. Единственный олимпийский чемпион из европейцев — Ян-Уве Вальднер (Олимпийские игры 1992 года в Барселоне). Вплоть до 2004 года на Олимпийских играх разыгрывались медали в одиночном и парном разрядах, с 2008 года парный разряд был заменен командным. На Олимпийских играх в Пекине китайцы заняли весь пьедестал в мужском и женском одиночных разрядах, а также победили в мужском и женском командном первенстве. После этого олимпийский регламент был изменён — в личном турнире с 2012 года могут играть не более двух мужчин и двух женщин от страны, благодаря чему на последующих олимпиадах в одиночном разряде появились медалисты не из Китая. В 2017 году было объявлено, что в программу Олимпийских игр 2020 года в Токио будут добавлены соревнования в разряде смешанных пар.
Китайские игроки распространились по всему миру и играют, сменив гражданство, в сборных командах многих стран. Так, на Летних Олимпийских играх 2016 года из 172 участников соревнований по настольному теннису 44 игрока были родом из Китая.
В интервью журналисту Championat.com пресс-секретарь Федерации настольного тенниса России Алексей Ломаев назвал главную причину успеха китайских спортсменов на международной арене:

Этот вопрос (в чём секрет китайской сборной по настольному теннису) я как-то раз тоже задал одному из тренеров национальной сборной Китая Као Жену. Задал без задней мысли. А поскольку мы беседовали с ним уже не впервые, то он ответил мне достаточно искренне. Посмотрел мне в глаза и говорит: «Ну хорошо, скажу тебе». И вот с того момента я знаю секрет китайской сборной, поделюсь им и с читателями «Чемпионат.com». Всё дело в том, что в Китае есть государственная программа развития спорта, и настольного тенниса в частности. А ведь это было и у нас в советское время! План развития настольного тенниса, как и любого другого вида спорта, очень прост: надо раскинуть сети по всей стране, и не только настольно-теннисные. Надо охватить все школы, все дворы, парки. Да, нужны и квалифицированные тренерские кадры, которые могли бы увидеть детей, склонных к тому или иному виду спорта. Сайт «Championat.com», 26 февраля 2012 г.
Характерными чертами современной игры являются темп, быстрота действий, динамизм игровых ситуаций, где все решает интенсивность игры, а сильные удары — главное оружие победы. Среди стилей игры преобладают атакующий и контратакующий.

## Международная федерация
Международная федерация настольного тенниса (англ. International Table Tennis Federation, сокр. ITTF) — руководящий орган для всех международных ассоциаций настольного тенниса. Ролью ITTF является контроль за нормами, правилами настольного тенниса и за его технологическим совершенствованием. Также ITTF отвечает за организацию ряда международных соревнований, крупнейшим из которых является чемпионат мира по настольному теннису. ITTF в среднем 12 раз в году пересчитывает и публикует текущий мировой рейтинг игроков в настольный теннис, рассчитанный на основе результатов соревнований, проходящих под её эгидой.
ITTF была создана в январе 1926 года девятью членами-учредителями: Австрией, Англией, Венгрией, Германией, Данией, Индией, Чехословакией, Швецией и Уэльсом. Первый чемпионат мира был проведён в декабре того же года в Лондоне. На 2017 год в Международную федерацию настольного тенниса входит 226 стран.

## Соревнования
Наиболее важные международные соревнования: Чемпионат мира, Кубок мира и Олимпийские игры. Наиболее значимые континентальные соревнования: Чемпионат Европы, Europe Top-16, Чемпионат Азии, Азиатские игры, Чемпионат Африки, Чемпионат Латинской Америки, Чемпионат Северной Америки, Панамериканские игры, Чемпионат Океании, Евро-Азиатский Кубок. С 2017 года ITTF так же учредила Кубок Панамерики.
До 2020 года одной из крупнейших серий международных турниров был ITTF World Tour, но с 2021 года эта серия более не проводится.
Настольный теннис был впервые включен в программу летних Олимпийских игр в 1988 году в Сеуле, Южная Корея. В программу летних Паралимпийских игр настольный теннис был включён сразу же с первых стартов в 1960 году (Рим, Италия).
Большинство крупнейших соревнований проводится по олимпийской системе, при которой спортсмены выбывают из турнира после первого же проигрыша. При этом обычно используется посев — распределение игроков по игровой сетке с учётом их рейтинга, так чтобы сильнейшие игроки не могли встретиться в первом же туре. Кроме этого, на предварительном этапе проводятся групповые турниры, во время которых, играя внутри группы «каждый с каждым», спортсмены добиваются права попасть в основную сетку турнира.
В 2017 году суммарный призовой фонд серии ITTF World Tour составил более $ 3,000,000, из которых $ 1,000,000 приходится на ITTF World Tour Grand Finals.

## Знаменитые игроки в настольный теннис

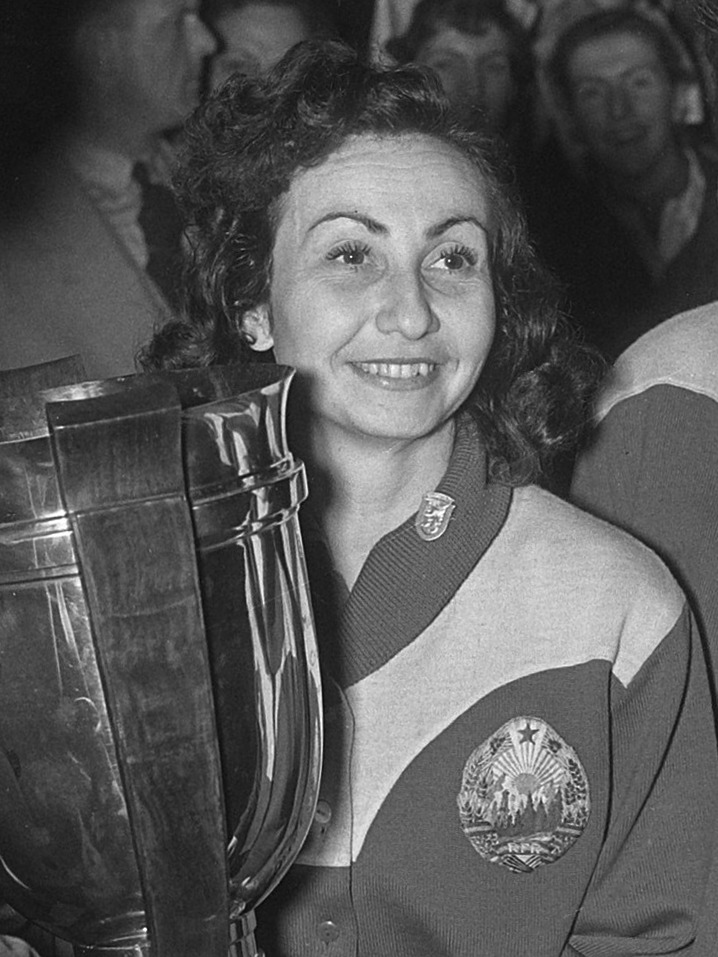
Анжелика Розяну на чемпионате мира 1955 года

На сайте ITTF имеется символический Зал славы, в который включают тех игроков, кто завоевал не менее 5 золотых медалей чемпионатов мира или Олимпиад. Сейчас в этот Зал славы входит 46 игроков. Среди них рекордсменами по числу титулов являются: среди мужчин — венгерский игрок Виктор Барна (1911—1972), у которого 40 медалей чемпионатов мира, среди женщин — румынская спортсменка Анжелика Розяну (1921—2006), на счету которой 30 медалей чемпионатов мира.

### Большой шлем в настольном теннисе

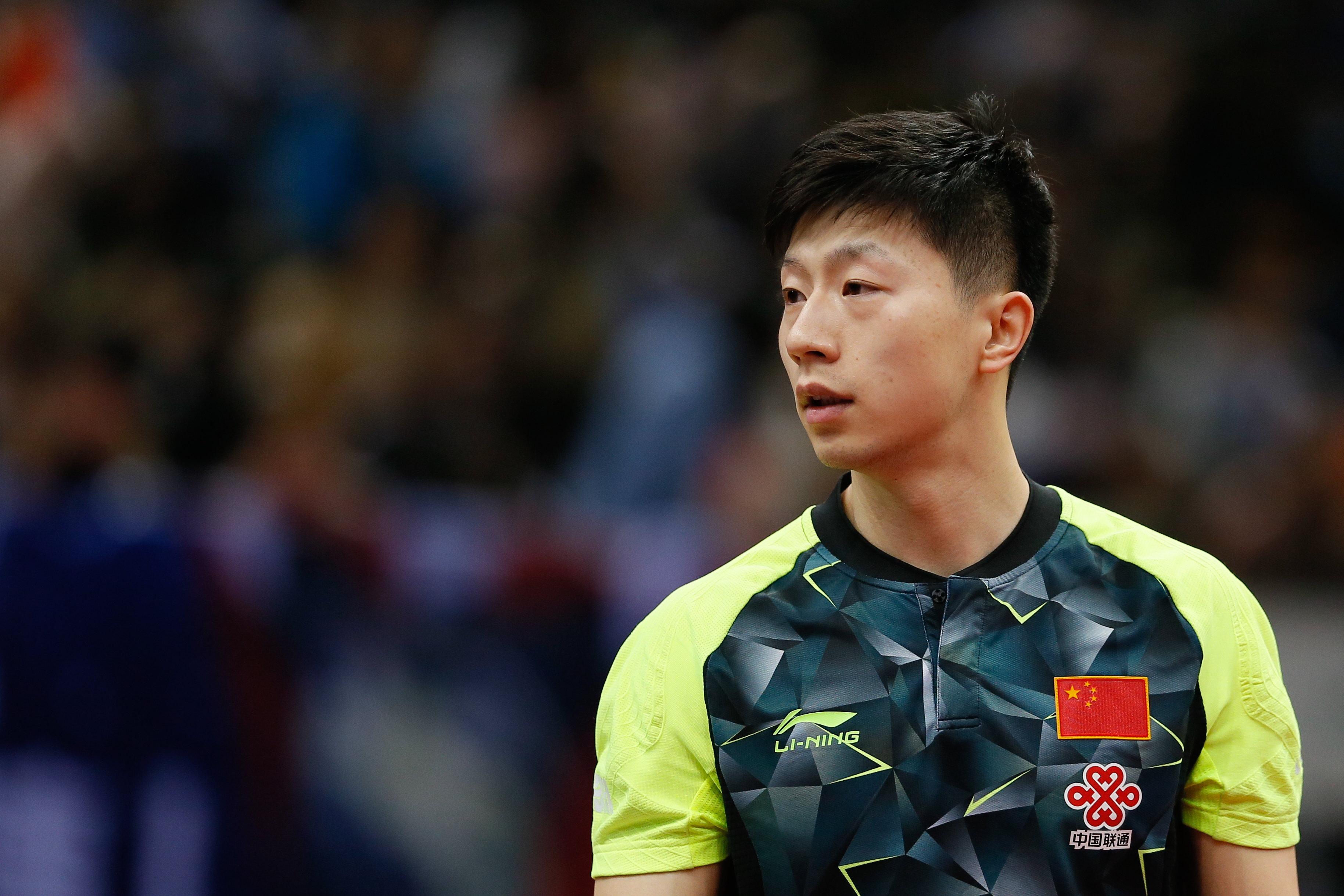
Ма Лун, двукратный олимпийский чемпион в одиночном разряде

Как и в других видах спорта, в настольном теннисе специалисты особо выделяют игроков, взявших так называемый «Большой шлем», то есть одержавших за карьеру победы в одиночном разряде на Олимпийских играх, на Чемпионате мира и на Кубке мира. Первым игроком в истории настольного тенниса, взявшим «Большой шлем», стал Ян-Уве Вальднер (1992 г.). Первая женщина, взявшая «Большой шлем», — Дэн Япин (1996 г.).
| Имя             | Пол     | Национальность | Год  | Количество побед                       | Количество побед                      | Количество побед                  | Источник |
| Имя             | Пол     | Национальность | Год  | Настольный теннис на Олимпийских играх | Чемпионат мира по настольному теннису | Кубок мира по настольному теннису | Источник |
| --------------- | ------- | -------------- | ---- | -------------------------------------- | ------------------------------------- | --------------------------------- | -------- |
| Ян-Уве Вальднер | Мужчина | Швеция         | 1992 | 1 (1992)                               | 2 (1989, 1997)                        | 1 (1990)                          | [ 60 ]   |
| Дэн Япин        | Женщина | Китай          | 1996 | 2 (1992, 1996)                         | 3 (1991, 1995, 1997)                  | 1 (1996)                          | [ 61 ]   |
| Лю Голян        | Мужчина | Китай          | 1999 | 1 (1996)                               | 1 (1999)                              | 1 (1996)                          | [ 62 ]   |
| Кун Линхуэй     | Мужчина | Китай          | 2000 | 1 (2000)                               | 1 (1995)                              | 1 (1995)                          | [ 63 ]   |
| Ван Нань        | Женщина | Китай          | 2000 | 1 (2000)                               | 3 (1999, 2001, 2003)                  | 4 (1997, 1998, 2003, 2007)        | [ 64 ]   |
| Чжан Инин       | Женщина | Китай          | 2005 | 2 (2004, 2008)                         | 2 (2005, 2009)                        | 4 (2001, 2002, 2004, 2005)        | [ 65 ]   |
| Чжан Цзикэ      | Мужчина | Китай          | 2012 | 1 (2012)                               | 2 (2011, 2013)                        | 2 (2011, 2014)                    | [ 66 ]   |
| Ли Сяося        | Женщина | Китай          | 2013 | 1 (2012)                               | 1 (2013)                              | 1 (2008)                          | [ 67 ]   |
| Дин Нин         | Женщина | Китай          | 2016 | 1 (2016)                               | 3 (2011, 2015, 2017)                  | 2 (2011, 2014)                    | [ 68 ]   |
| Ма Лун          | Мужчина | Китай          | 2016 | 2 (2016, 2021)                         | 3 (2015, 2017, 2019)                  | 2 (2012, 2015)                    | [ 69 ]   |
| Фань Чжэньдун   | Мужчина | Китай          | 2024 | 1 (2024)                               | 2 (2021, 2023)                        | 4 (2016, 2018, 2019, 2020)        | [ 70 ]   |

### Количество побед на этапах «ITTF World Tour»
Спортивные журналисты следят за количеством побед спортсменов в одиночном разряде на этапах «ITTF World Tour»
. На середину 2019 года рекордсменом по этому показателю среди мужчин является китайский спортсмен Ма Лун с 28 победами в одиночном разряде на этапах «ITTF World Tour».
Кроме того, специалисты отмечают, что на 2019 год белорусский спортсмен Владимир Самсонов является единственным теннисистом в мире, который выигрывал этапы «ITTF World Tour» на всех пяти континентах — Italian Open 1996, Japan Open 1999, Brazil Open 2004, Morocco Open 2009 и Australian Open в 2017 году.

### Лидирование в мировом рейтинге
Дольше всех мировой рейтинг возглавлял китаец Чжуан Цзэдун — суммарно 1947 дней. За ним на втором месте идёт Ма Лун — суммарно 1945 дней.

## Инвентарь и игровая зона

### Стол
Теннисный стол — специальный стол, разделённый сеткой на две половины. Имеет размеры, являющиеся международным стандартом: длина 274 см (9 футов), ширина 152,5 см (5 футов), высота 76 см (2,5 фута). Стол изготавливается из плотных материалов, таких как ДСП, алюминий, пластик, меламин, композиционный материал SMC 1800 (Sheet Molding Compound), выкрашен чаще всего в темно-зелёный или тёмно-синий цвет.
Игровая поверхность включает в себя верхние кромки (углы) стола, боковые стороны ниже этих кромок игровой поверхностью не считаются.
Игровая поверхность может быть из любого материала и должна обеспечивать единообразный отскок около 23 см при падении на неё стандартного мяча с высоты 30 см. Поверхность стола разделяется на две половины вертикально стоящей сеткой. Игровая поверхность стола должна быть матовой, однородной тёмной окраски. Вдоль каждой кромки стола должна идти разметка — белая линия шириной 20 мм. При использовании стола для парной игры посередине стола наносится белая линия шириной 3 мм, перпендикулярная сетке.

### Сетка
Комплект сетки состоит из собственно сетки, подвесного шнура и опорных стоек вместе с их креплением к поверхности стола. Сетку с помощью шнура и стоек устанавливают так, чтобы её верхний белый край находился на высоте 15,25 см (6 дюймов) от поверхности. За боковые линии стола сетка не должна выступать более чем на 15,25 см.

### Мяч

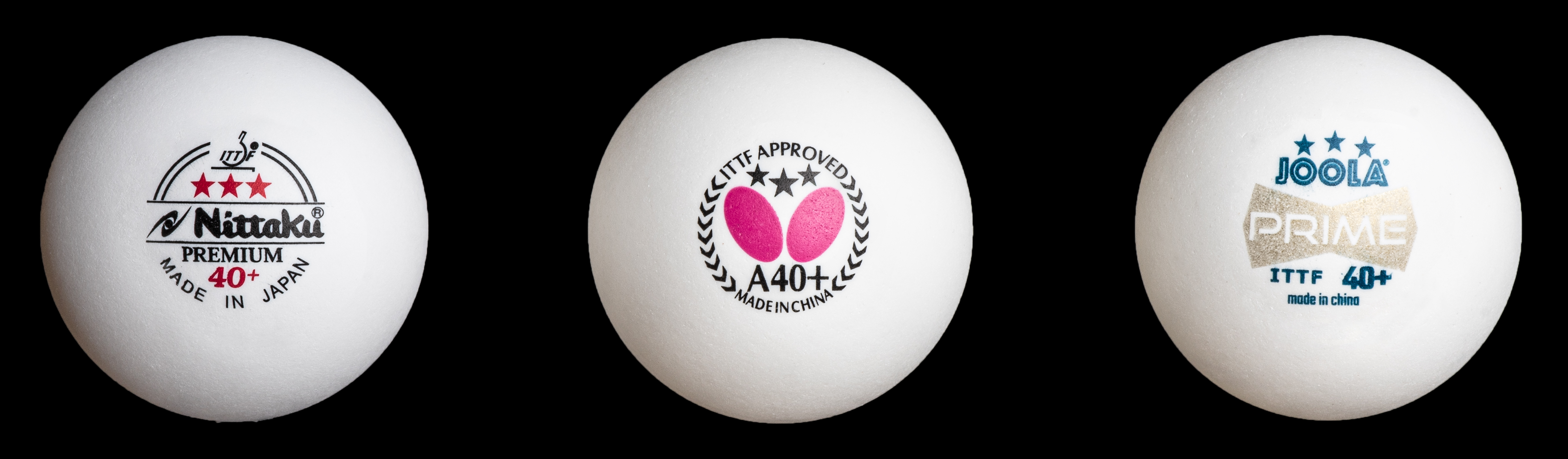
Пластиковый мяч для настольного тенниса 4+ см

Мяч для настольного тенниса изготавливается из целлулоида или подобной пластмассы. До 2000 года применялись мячи диаметром 38 мм, с 2000 года диаметр мяча стал 4 см, масса 2,7 г. Мяч может быть белого или оранжевого цвета, обязательно матовый. Мячи другого цвета на международных соревнованиях не используются как минимум с 2007 года.
6 февраля 2014 года Международная федерация настольного тенниса (ITTF) сообщила о принятии нового мяча для настольного тенниса из пластмассы вместо целлулоида. Новый мяч маркирован обозначением «40+», его диаметр немного больше 40 мм. Новый мяч стал обязательным для официальных мировых соревнований с 1 июля 2014 года. Другие соревнования по решению организаторов этих соревнований могут проводиться как с новым пластиковым мячом, так и с целлулоидным.
Летом 2014 года появились сведения о введении двухцветного, бело-оранжевого мяча для настольного тенниса. Впервые этот мяч был официально протестирован в китайской суперлиге в августе 2014 года. В октябре 2014 года двухцветный мяч использовался во время игр Евро-Азиатского Кубка. В мае 2015 года генеральная ассамблея ITTF должна была принять решение об использовании двухцветного мяча на всех официальных соревнованиях, однако никаких сведений о планах по использованию таких мячей так и не было сообщено.

### Ракетка

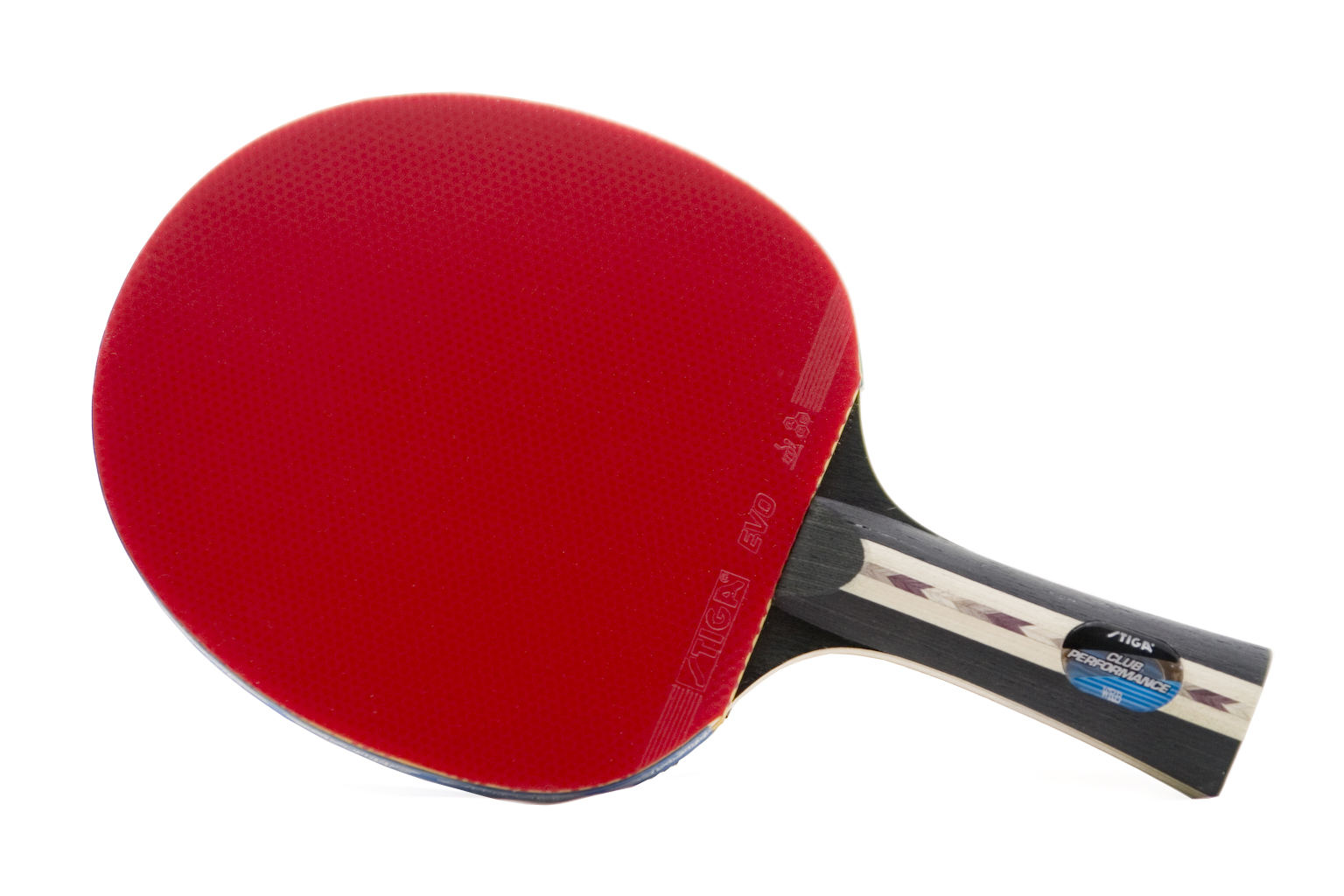
Современная ракетка для настольного тенниса

В игре используются ракетки, сделанные из дерева (основание), покрытого одним или двумя слоями специальной резины (накладки) с обеих сторон (при использовании игровой хватки «перо» иногда одна из сторон ракетки накладки не имеет, в этом случае во время игры эта сторона использоваться не должна). Накладки на разных сторонах ракетки могут быть разными, они должны быть равномерной окраски и матовыми: одна сторона — чёрного цвета, а другая — ярко-красного или, с 2021 года, вместо красного разрешены накладки других цветов.
Основание ракетки изготавливается из нескольких слоёв древесины различных пород (распространенные типы древесины для основания включают бальсу, лимбу, кипарис и хиноки) и нескольких других материалов, чаще всего различных видов карбона. Средний размер лопасти составляет около 17 сантиметров (6,7 дюйма) в длину и 15 сантиметров (5,9 дюйма) в ширину. Официальные ограничения касаются только плоскостности, жесткости лопасти и процентного соотношения древесины и других материалов в лопасти.
Накладка обычно состоит из двух слоёв: наружного из резины (topsheet) и внутреннего из губки (sponge). Резиновый слой может быть двух типов — шипами внутрь (гладкая) и шипами наружу (шипы). Губки бывают разной жёсткости и измеряются в градусах — от примерно 30° (мягкие) почти до 70° (жёсткие). Также одна и та же модель накладки изготовляется с губками разной толщины, что меняет её характеристики. Правила ограничивают максимальную суммарную (резина плюс губка) толщину накладок. Иногда губку не используют и наклеивают резину прямо на основание.
Профессиональные ракетки не продаются в готовом виде. Игрок или тренер игрока выбирают основание и накладки по отдельности. В специализированных магазинах резина (topsheet) и губки (sponge) также могут продаваться и собираться отдельно.
Согласно правилам ITTF, основание ракетки должно хотя бы на 85 % состоять из древесины. Также на соревнованиях запрещены некоторые виды шипов (преимущественно длинные), которые позволяют обладателю таких накладок игнорировать вращения мяча соперника.
В начале встречи и при смене ракетки во время встречи игрок должен показать свою ракетку сопернику и судье с целью её осмотра на соответствие правилам.

### Игровая площадка
Размеры игровых площадок (выделенных ограждениями из полотна высотой 60—65 см) ≥ 6×12 м; при международных соревнованиях — 7×14 м. Стол располагается в центре площадки. Зрители должны находиться вне пределов площадок. Для соревнований на инвалидных колясках минимальные размеры площадки составляют 6×8 м.

## Техника игры

### Хватка
Способ, которым игрок держит ракетку в руке, называется «хватка». Основные виды хватки — это «европейская» и «азиатская». Азиатскую хватку также называют «хваткой пером». Хватка пером в свою очередь подразделяется на китайскую и японскую.

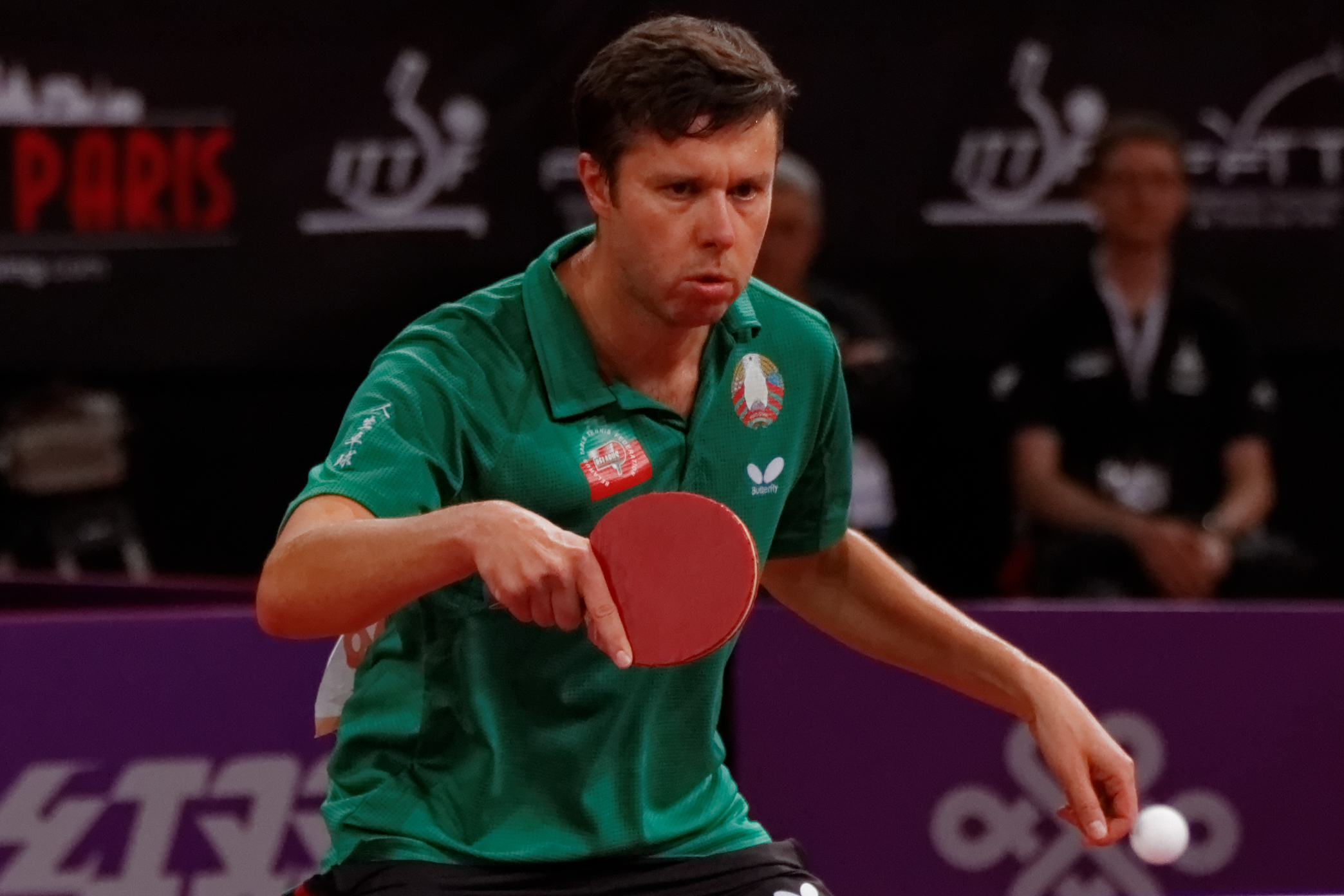
Европейская хватка ракетки в исполнении Владимира Самсонова
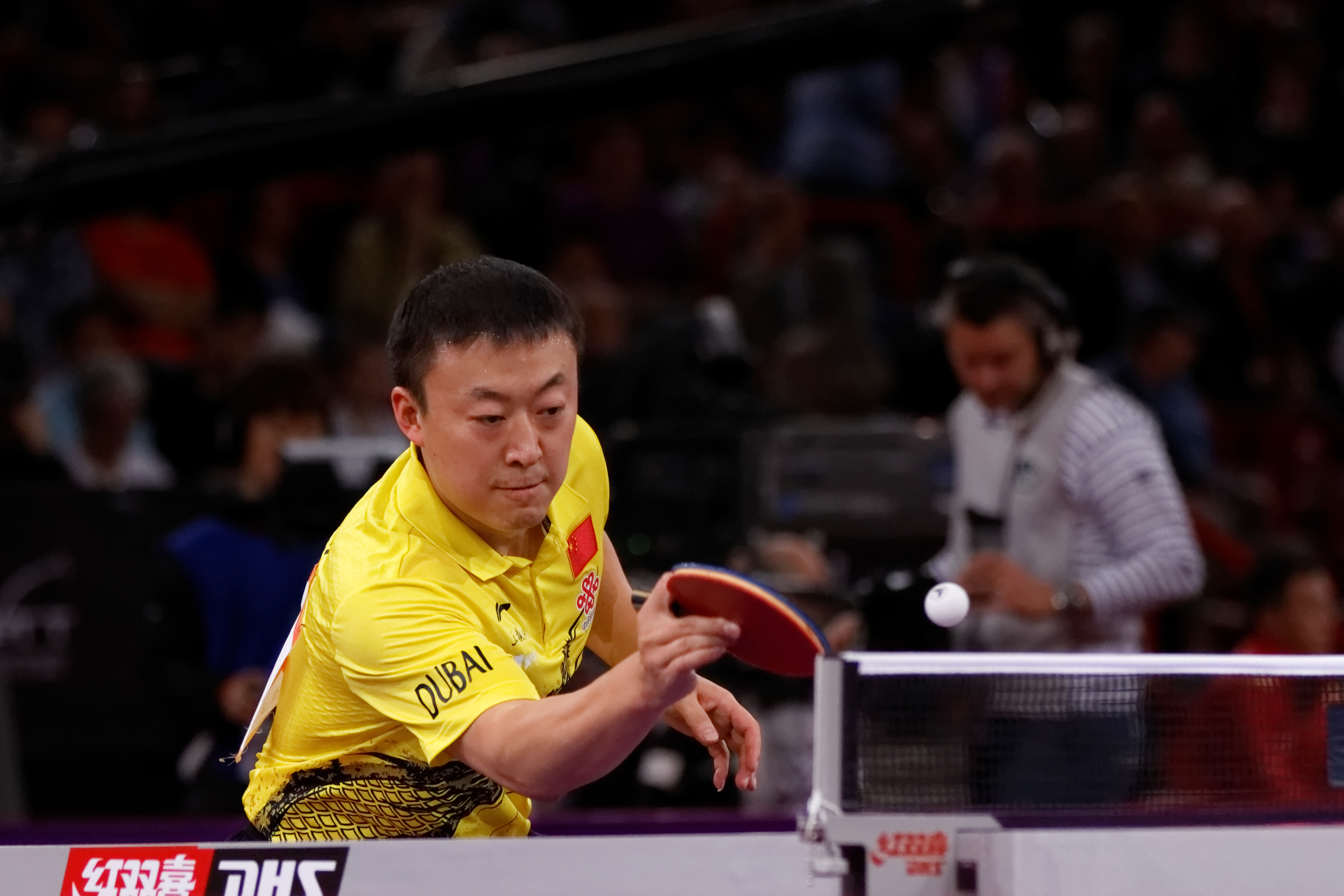
Азиатская хватка пером в исполнении Ма Линя (китайский стиль)
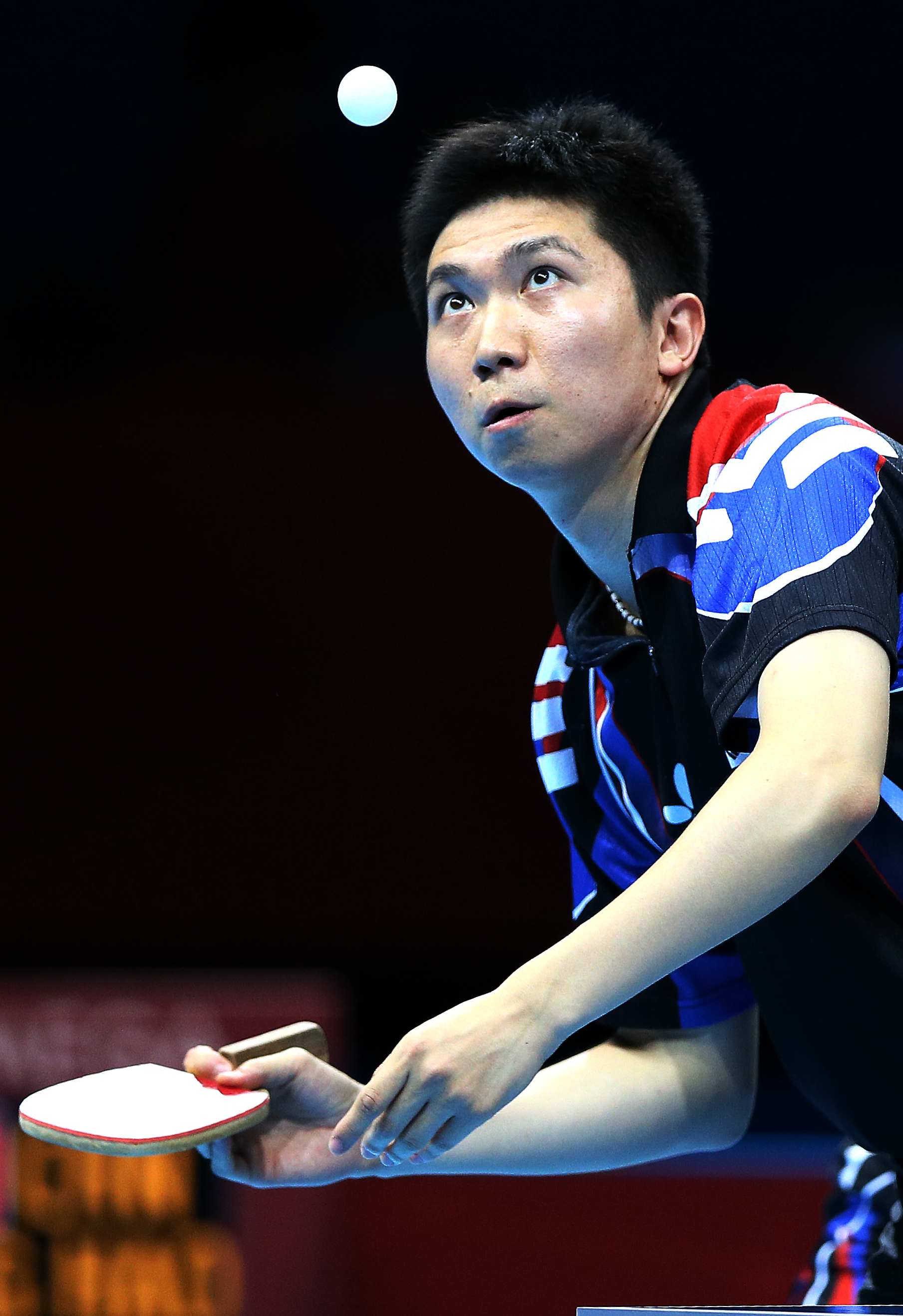
Азиатская хватка пером в исполнении Ю Сын Миня (японский стиль)

Также некоторые специалисты выделяют «хватку Симиллера», или «американскую хватку», названную так в честь известного в США игрока Дэнни Симиллера. Это вариант европейской хватки, при которой, однако, удары с обеих сторон наносятся одной стороной ракетки. Из современных игроков высокого уровня в 2016 году такую хватку использовал швейцарский игрок Элия Шмид.

### Удары в игре
Удар — основное атакующее и защитное действие в игре. При выполнении ударов спортсменами высокого класса начальная линейная скорость мяча достигает 130—180 км/ч, а скорость вращения — 50—170 об/сек. Темп обмена ударами в партии может превышать 120 ударов в минуту.
Удары классифицируются как атакующие и защитные удары, удары с вращением и без, форхэнд и бэкхэнд удары, по направлению вращения (верхнее, нижнее, боковое вращение и плоские удары) и т. д. Эта классификация достаточно условная, различные специалисты иногда относят один и тот же удар к противоположным группам.

## Стратегия и тактика игры
Стратегия игры — это план поведения спортсмена и ведением им спортивной борьбы, базирующиеся на его текущем уровне подготовленности, и направленные на длительный период времени — от одной конкретной встречи и до турнира или даже целого соревновательного цикла.
Тактика игры ориентирована на более короткий период игры, одну партию или даже на один розыгрыш мяча, и является целенаправленным использованием спортсменом своего технического уровня и арсенала в конкретной игровой ситуации с учётом технического уровня конкретного соперника и его физиологических и психологических особенностей. Тактика игры в настольный теннис зависит от множества аспектов — от качества инвентаря, от хватки ракетки, арсенала технико-тактических приемов спортсмена, его способностей к быстрому перемещению.
В процессе развития настольного тенниса используемый для игры инвентарь претерпевал значительные изменения — модифицировались размеры стола, высота сетки, масса и материал мяча, материал игровой поверхности ракетки и стола. Всё это приводило к изменению техники игры, а, значит, и к изменению тактики игры. В истории развития тактики настольного тенниса специалисты выделяют четыре периода:
1. С момента появления игры и до середины 1930-х годов
Примитивный набор тактических приёмов, длительная перекидка мяча с малыми физическими затратами, необходимость продолжительного напряжённого внимания. Игра велась близко у стола, основными техническими приёмами были подставка, толчок, срезка, накат (drive в английской терминологии).
2. С середины 1930-х годов и до 1960-х годов
К технике игры добавился резкий атакующий удар справа или слева и ответный защитный приём «подрезка», при котором игрок отходил далеко от стола и придавал мячу сильное нижнее вращение. Специалисты характеризуют этот период как «одностороннее нападение», при котором один игрок атакует из ближней зоны, а второй защищается из дальней.
3. С 1960-х годов и до середины 1970-х годов
Темп возрастает, защитники играют ближе к столу, чтобы быстрее отражать сильные удары и переходить в контратаку. Тактика основывается на умении проводить быструю атаку или контратаку накатами или сильными ударами. Появился новый технический приём «топ-спин», который в основном применяется для завершающего атаку удара.
4. С середины 1970-х годов и по настоящее время
Темп и наступательный характер игры продолжают расти. Применяются активное нападение, контрнападение, кратковременная активная защита, игроки овладевают всё большим арсеналом технических приемов, который используют вариативно в зависимости от игровой ситуации.
Введение правил игры до 11 очков и смены подачи каждые два очка делает игру ещё более динамичной и скоротечной.
В современной игре тактические действия принято делить на атакующие (одиночный удар или серия ударов с целью немедленного выигрыша очка), контратакующие (перехват инициативы, ответ на атаку ещё более сильной атакой), подготовительные (создание благоприятной ситуации для атакующих действий) и защитные (отражение атаки противника с целью не дать ему достигнуть результата и вернуть мяч на его половину).
В свою очередь, в зависимости от того, какими средствами спортсмен пользуется для достижения победы, игроков принято делить на нападающих (используют в основном атакующие и контратакующие действия), защитников (используют защитные действия) и универсальных игроков (сочетают защиту с нападением и контрнападением).

## Правила игры
Официальные правила игры неоднократно менялись, на настоящий момент в России действует последняя редакция правил от 2021 года. Полная редакция правил настольного тенниса имеет объём в несколько десятков страниц, федерации большинства стран утверждают свои правила в соответствии с принятыми Международной федерацией настольного тенниса (ITTF).
Полная редакция современных правил игры доступна на официальном сайте Международной федерации настольного тенниса.

### Определения
В правилах настольного тенниса есть следующие определения:
- «Розыгрыш» — период времени, когда мяч находится в игре
- «Мяч в игре» считается с последнего момента нахождения его на неподвижной ладони свободной кисти перед намеренным подбрасыванием его в подаче до тех пор, пока не будет решено, что розыгрыш следует переиграть или он завершён присуждением очка
- «Переигровка» — розыгрыш, результат которого не засчитан
- «Очко» — розыгрыш, результат которого засчитан
- Игрок «ударяет» мяч, если он касается мяча в игре своей ракеткой, держа её в руке, или своей рукой с ракеткой ниже запястья
- «Подающий» — игрок, который должен первым ударить по мячу в розыгрыше
- «Принимающий» — игрок, который должен вторым ударить по мячу в розыгрыше

### Порядок игры
Игра на соревнованиях состоит из нескольких партий. Партия состоит из розыгрышей, каждый из которых начинается с подачи. Первый подающий обычно определяется жребием. Далее подающие чередуются каждые две подачи. Партия продолжается до достижения одним из игроков 11 очков. В случае равного счёта 10:10 подача переходит к другому игроку (команде) после каждого розыгрыша до тех пор, пока отрыв не составит два очка.
С 7 декабря 2015 года в России допускается считать победителем партии игрока (пару), выигравшего следующий розыгрыш после счёта 10:10, если это указано в регламенте конкретных соревнований. Также по новым правилам в России в решающей или последней из возможных партий победителем может считаться игрок (пара), первым набравший 7-е очко, если это указано в регламенте конкретных соревнований. Аналогичные правила про победное 11-е очко в обычной партии и победное 7-е очко в решающей партии действуют в Китайской лиге настольного тенниса.
Игру следует проводить до победы одного из игроков (команд) в большинстве из определённого нечётного числа партий (от 3 до 7 в зависимости от правил соревнований).
По старым правилам партия продолжалась до 21 очка (вне официальных соревнований практиковались также и «короткие» партии до 11 очков), подающие чередовались через каждые пять подач, при равенстве 20:20 подача переходила к другому игроку (команде) после каждого розыгрыша до тех пор, пока отрыв не составит два очка.

### Подача

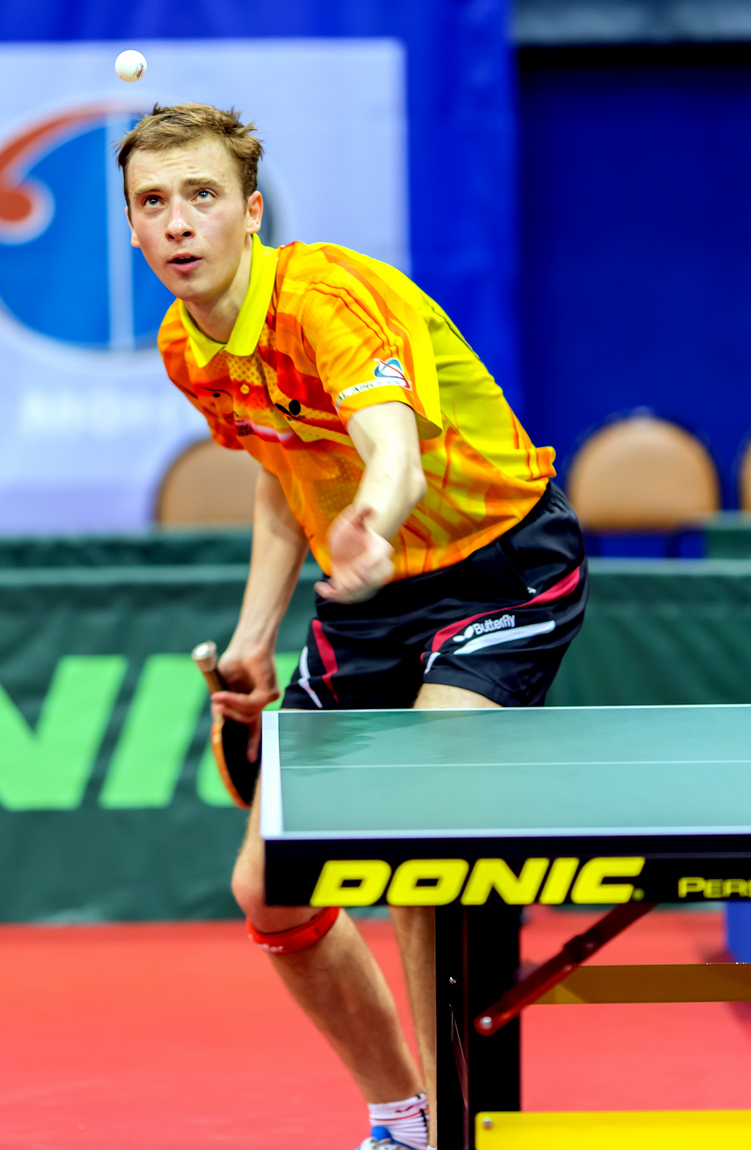
Подача в исполнении Александра Шибаева

Подача в настольном теннисе производится согласно следующим правилам:
- В начале подачи мяч должен свободно лежать на открытой ладони неподвижной кисти свободной руки;
- Подающий должен подбросить мяч почти вертикально вверх, не придавая ему вращения, так, чтобы мяч поднялся вверх не менее чем на 16 см с момента отрыва от ладони кисти свободной руки, и затем опустился вниз, ничего не коснувшись до того, как по нему ударят;
- Когда мяч падает, подающий должен ударить по мячу так, чтобы тот ударился один раз на его половине стола, а затем коснулся половины стола принимающего, в парных играх мяч должен последовательно коснуться правой половины стола подающего, а затем правой половины стола принимающего, другими словами — по диагонали;
- С момента начала подачи до момента удара по мячу мяч должен находиться позади концевой линии половины стола подающего и выше уровня игровой поверхности и при этом не должен быть скрыт от принимающего игрока подающим или его партнёром по паре, или чем угодно, что «надето на них»;
- Как только мяч подброшен, свободная рука подающего должна быть убрана из пространства между мячом и сеткой;
- Пространство между мячом и сеткой ограничивается мячом, сеткой и её воображаемым бесконечным вертикальным продолжением.

#### Переподача
Если мяч зацепил при подаче сетку, но при этом все остальные правила были соблюдены, проводится «переподача» — подающий должен повторить подачу. Количество переподач не ограничено.
Также переигровка может быть назначена ещё в ряде случаев, определённых правилами.

### Возврат
Поданный или возвращённый мяч следует ударить так, чтобы он коснулся половины стола соперника — сразу или после касания комплекта сетки.

### Начисление очков

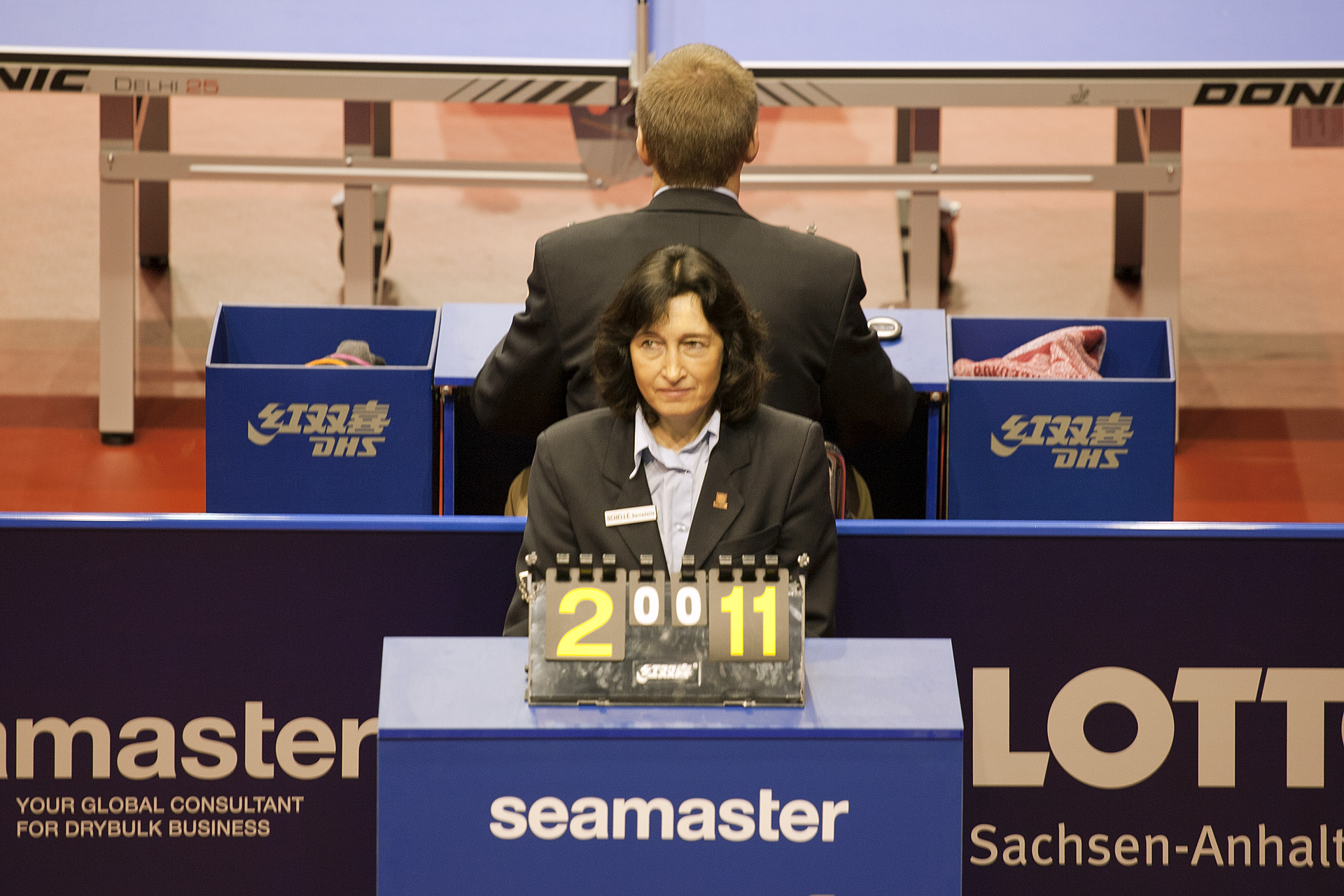
Судья в настольном теннисе ведёт счёт очков на соревнованиях

Очки начисляются игроку в следующих случаях:
- соперник не выполнил правильную подачу;
- соперник не выполнил правильный возврат;
- после правильно выполненной подачи или возврата мяч до удара соперника коснётся чего-либо, кроме комплекта сетки;
- мяч пролетит над игровой поверхностью стороны стола данного игрока или за концевую линию игровой поверхности стороны стола данного игрока, не коснувшись её, после того, как соперник ударил по мячу;
- соперник мешает мячу (он или что-либо из того, что надето на сопернике или что соперник имеет при себе, касается мяча в игре, летящего над или в направлении игровой поверхности, не задев половины стола соперника после того, как игрок последним ударил по мячу);
- соперник умышленно ударяет мяч дважды подряд (кисть руки, держащая ракетку, считается частью ракетки, отбить мяч этой кистью или её пальцами не считается ошибкой, кроме того, если мяч попадёт в кисть или в её пальцы, а затем в ракетку, то это также не считается ошибкой);
- соперник ударяет мяч стороной ракетки, которая не предназначена для игры (см. раздел «Ракетка»);
- соперник или то, что на нём надето, сдвинет игровую поверхность, пока мяч в игре;
- соперник или то, что на нём надето, коснётся комплекта сетки, пока мяч в игре;
- соперник коснётся кистью свободной руки игровой поверхности;
- в парной встрече кто-либо из его соперников ударяет по мячу не в порядке, установленном правилами;
- как обусловлено правилом активизации игры.

Существуют дополнительные пункты правил для игроков в инвалидных колясках.

### Парная игра

Правила подачи в парной игре

Соревнования по настольному теннису в парном разряде проводятся в следующих категориях:
- мужские пары
- женские пары
- смешанные пары (микст)

В парной игре действуют следующие дополнительные правила:
- Стол разделён вдоль белой полосой на зоны (две с каждой стороны)[101]. При подаче мяч должен удариться в правую зону своей половины и правую зону половины соперника (относительно подающего и его соперника соответственно), другими словами, мяч должен быть подан по диагонали[102].
- Партнёры должны отбивать мяч по очереди. Например, после того как подающий подал мяч и отбивающий его отбил, следующий удар должен быть произведён партнёром подающего, а следующий — партнёром принимающего, и т. д.[103]
- При переходе подачи игрок, принимавший мяч, становится подающим, а партнёр игрока, подававшего мяч, становится принимающим[104].

Бронзовые призёры Чемпионата мира 1991 года братья  Дмитрий и Андрей Мазуновы.
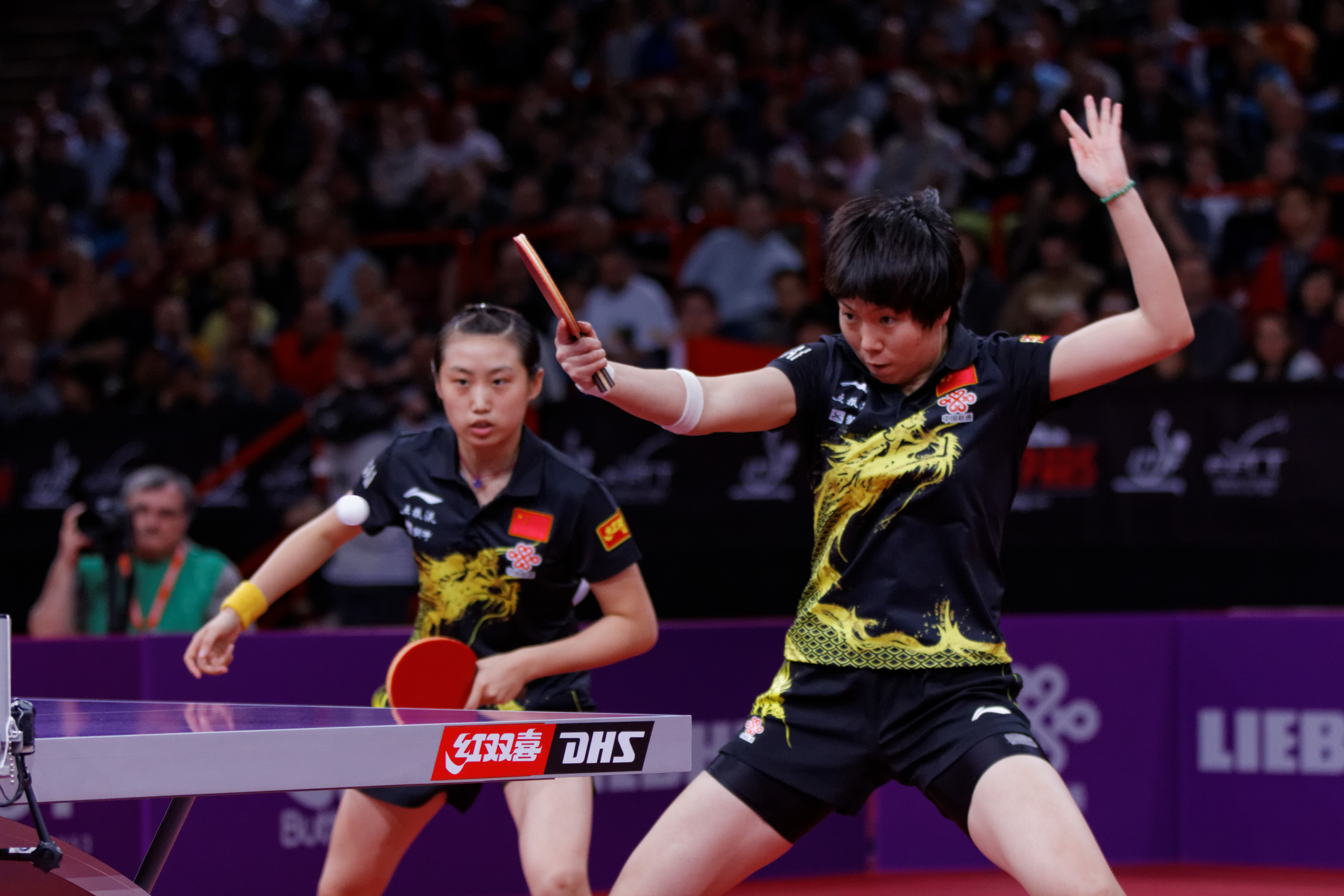
Финал женских пар на Чемпионате мира 2013 года.
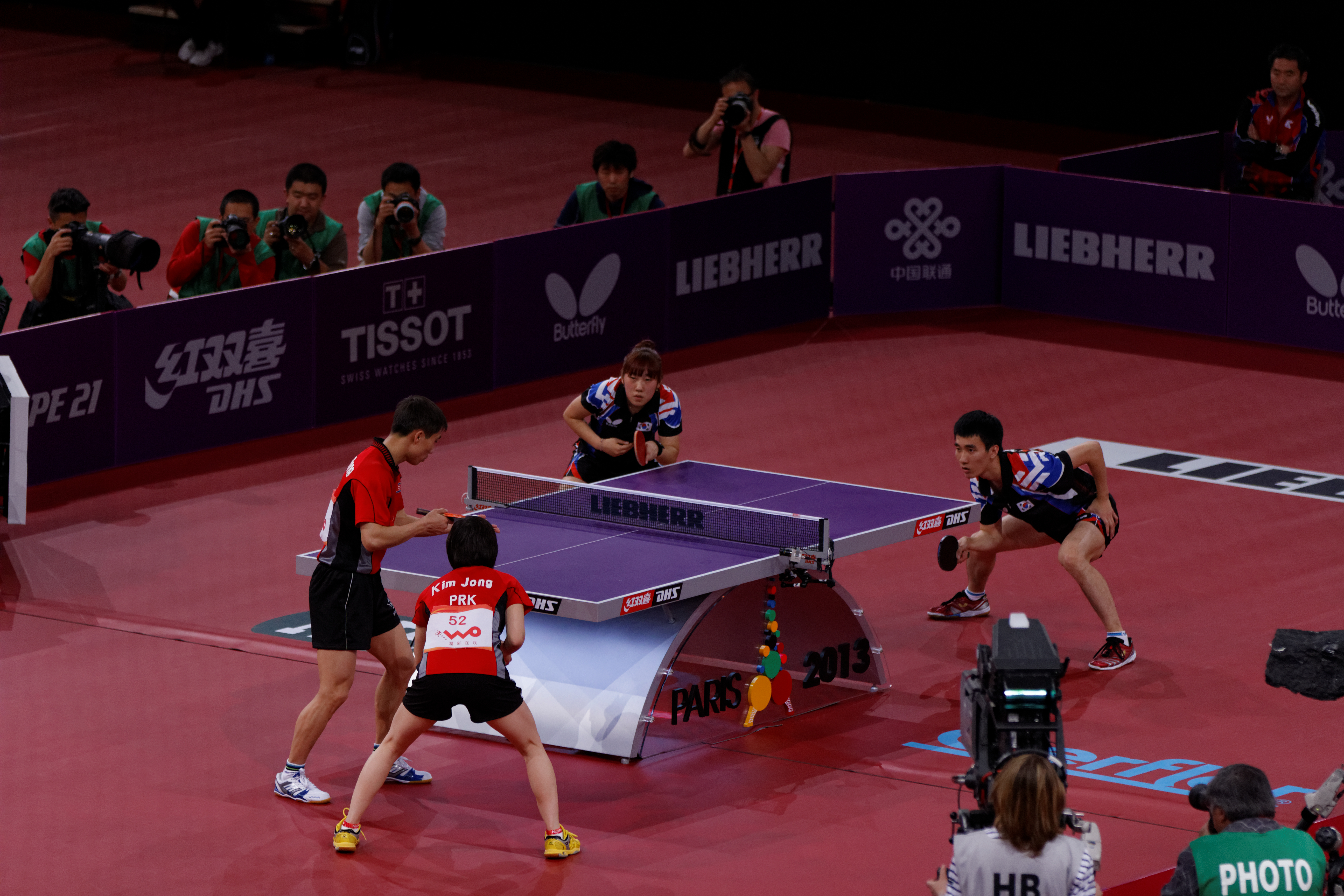
Финал смешанных пар на Чемпионате мира 2013 года.

## Варианты

### Пинг-понг
С 2011 года проводится Чемпионат мира по пинг-понгу, основанный промоутером Барри Херном. Правила пинг-понга отличаются от правил настольного тенниса, существуют отдельные федерации пинг-понга. Основным отличием пинг-понга от настольного тенниса является использование в пинг-понге ракеток с жёсткими нерезиновыми накладками, что затрудняет умышленное придание мячу вращения и, в конечном счёте, приводит к повышению шансов принимающего мяч на успешное попадание в поле соперника в ответном ударе и увеличивает время одного розыгрыша мяча.

### Хардбат
Хардбат — вариант настольного тенниса с ракеткой без резинового покрытия.

## Настольный теннис в культуре

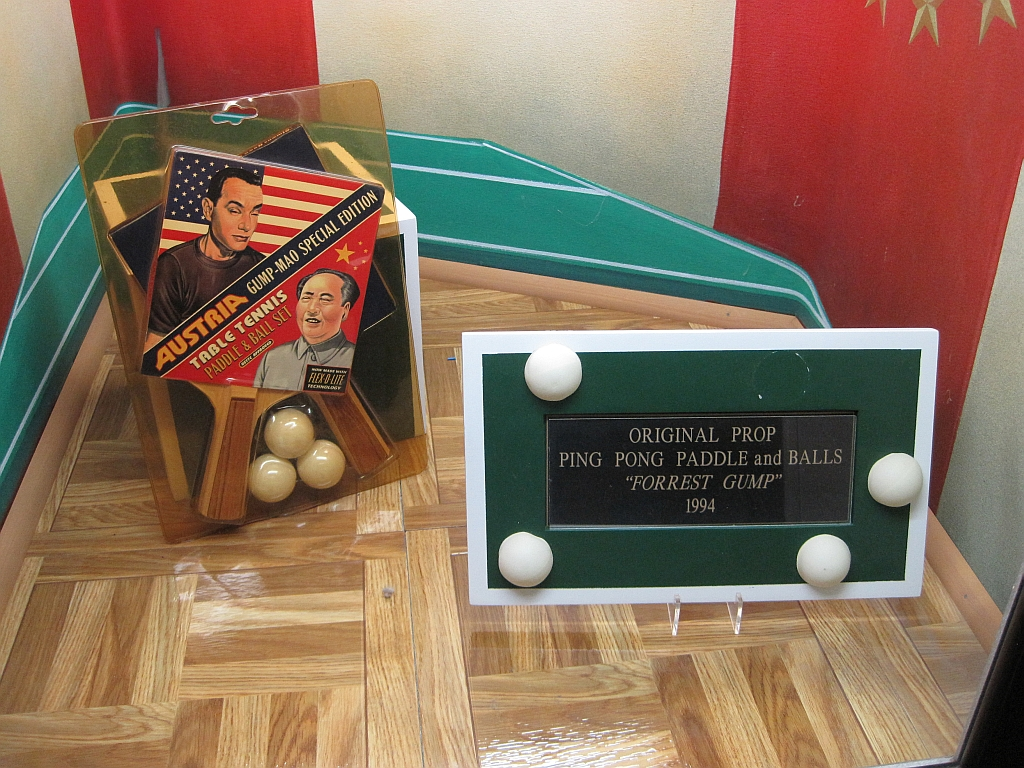
Вымышленная теннисная ракетка, которую рекламировал Форрест Гамп в одноимённом фильме.

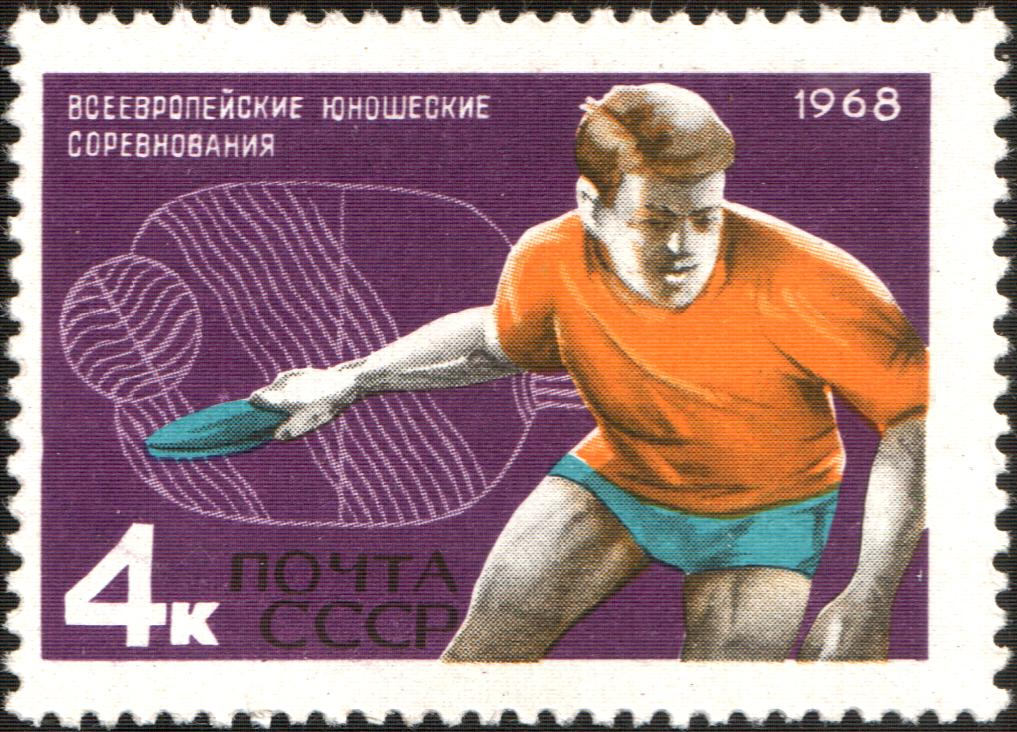
Марка СССР: Всеевропейские юношеские соревнования по настольному теннису в Ленинграде. Серия: Международные (Европейские юношеские) спортивные соревнования 1968 г.

Настольный теннис был популярным досугом во многих советских учреждениях и организациях, это было отражено в фильме «Самая обаятельная и привлекательная» 1985 года.
В американском фильме 1994 года «Форрест Гамп», завоевавшем шесть премий Оскар, настольный теннис играет существенную роль в биографии главного героя — Гамп обнаруживает большой талант к настольному теннису, отправляется на международный турнир в Китай и в дальнейшем заключает рекламный контракт с производителем оборудования для настольного тенниса. В сценах игры в настольный теннис мяч ненастоящий, его дорисовали с помощью компьютерной графики так, чтобы он всегда попадал в ракетку.
«Пинг-Понг» — японский фильм 2002 года, снятый по сюжету получившей известность в Японии одноименной манга авторства Тайё Мацумото. Фильм был номинирован на Премию Японской киноакадемии в 2003 году и получил хорошие отзывы как у кинокритиков, так и у спортсменов.
«P2! -let's Play Pingpong!-» — манга о настольном теннисе, публиковавшаяся в сёнэн — юношеском журнале Shonen Jump с сентября 2006 по ноябрь 2007 года.
«Шары ярости» — американский комедийный фильм 2007 года. Один из немногих фильмов, сюжет которого непосредственно связан с настольным теннисом и главный герой которого является профессиональным игроком в настольный теннис. Фильм выполнен в комедийном жанре, сцены игры в настольный теннис сняты с помощью комбинированных съемок и не имеют отношения к реальности. Газета «USA Today» отозвалась о фильме, как о второсортной спортивной сатире.
«Игрок в пинг-понг» — американский комедийный фильм 2007 года о китайской семье игроков в настольный теннис, проживающей в Калифорнии.
В 1991 году победа женской сборной команды объединённой Кореи на чемпионате мира по настольному теннису в Тибе над непобедимой до того момента командой Китая вызвала в Корее фурор. В 2012 году в Южной Корее вышел фильм «Ko-ri-a» (코리아, «As One», «Едины», «Как один»), рассказывающий историю этой победы. Во время съемок фильма профессиональные актёры имитировали игру в настольный теннис без мяча под руководством участницы объединённой команды Кореи 1991 года олимпийской чемпионки Хён Джон Хва, мяч был дорисован позже с помощью компьютера.
«Микст» — японская комедийная мелодрама 2017 года об игроках в настольный теннис.